# بولزور
بولزور (به انگلیسی: BOLSOVER) یک حوزه انتخاباتی در پارلمان بریتانیا است. نماینده این حوزه از سال ۱۹۷۰ میلادی تا سال ۲۰۱۹ میلادی دنیس اسکینر از حزب کارگر بود که در انتخابات سراسری بریتانیا در سال ۲۰۱۹ از رقیب حزب محافظه کار خود شکست خورد. اکنون نماینده این حوزه در مجلس عوام بریتانیا آقای مارک فلچر از حزب محافظه کار می‌باشد.